# Traryds köping
Traryds köping var en tidigare kommun i Kronobergs län.

## Administrativ historik
När 1862 års kommunalförordningar trädde i kraft den 1 januari 1863 inrättades i Traryds socken i Småland Traryds landskommun. Traryds landskommun inkorporerade 1952 Hinneryds landskommun och blev samtidigt en köpingskommun, Traryds köping. I denna köpingskommun ingick tätorten/centralorten Traryd och den större tätorten Strömsnäsbruk. 1971 uppgick Traryds köping i sin tur i Markaryds kommun.
Köpingen hörde till Traryds och Hinneryds församlingar.

## Heraldiskt vapen
Blasonering: I grönt fält en dansande trana av silver med röd hjässa och över detta en av granskura bildad ginstam av silver.
Vapnet fastställdes 1963.

## Geografi
Traryds köping omfattade den 1 januari 1952 en areal av 344,85 km², varav 338,99 km² land.

### Tätorter i köpingen 1960
| Tätort        | Folkmängd |
| ------------- | --------- |
| Strömsnäsbruk | 2 306     |
| Traryd        | 687       |

Tätortsgraden i köpingen var den 1 november 1960 56,1 procent.

## Politik

### Mandatfördelning i valen 1950–1966
| 18 | 10 | 8 | 4 |

| 38 |

| 17 | 2 | 8 | 7 | 6 |

| 38 |

| 18 | 2 | 10 | 3 | 7 |

| 37 |

| 19 | 10 | 5 | 6 |

| 36 |

| 17 | 11 | 6 | 6 |

| 35 |